# Barzun
Barzun – miejscowość i gmina we Francji, w regionie Nowa Akwitania, w departamencie Pireneje Atlantyckie.
Według danych na rok 1990 gminę zamieszkiwało 455 osób, a gęstość zaludnienia wynosiła 56 osób/km² (wśród 2290 gmin Akwitanii Barzun plasuje się na 746. miejscu pod względem liczby ludności, natomiast pod względem powierzchni na miejscu 1196.).